# シンシアリー (著作家)
シンシアリー（Sincerelee）は、日本の著作家、ブロガー。
韓国の反日主義・愛国主義等に関する著書を日本語で出版し、雑誌『Voice』・『SAPIO』などにも寄稿していた。

## 略歴
1970年代、韓国生まれ、韓国育ちの韓国人だったが、2023年に日本に帰化した。アレン・アイルランドの著書『The New Korea』（1926年刊）を読み、その内容が韓国が主張するような「人類史上最悪の植民地支配」とは全く違っている事を、世の中に知らせようとしてブログを始めた。ブログは1日15万PVから20万PVを超える人気を集め、初めての著書『韓国人による恥韓論』も20万部超のベストセラーとなった。著作は累計70万部超を記録した。

## 著作

### 単著
- 『韓国人による恥韓論』扶桑社〈扶桑社新書 164〉、2014年5月2日。ISBN 978-4-594-07039-7。
- 『韓国人による沈韓論』扶桑社〈扶桑社新書 168〉、2014年9月2日。ISBN 978-4-594-07088-5。
- 『韓国人が暴く黒韓史』扶桑社〈扶桑社新書 178〉、2015年3月1日。ISBN 978-4-594-07226-1。
- 『韓国人による震韓論』扶桑社〈扶桑社新書 191〉、2015年9月24日。ISBN 978-4-594-07346-6。
- 『韓国人による嘘韓論』扶桑社〈扶桑社新書 205〉、2016年3月2日。ISBN 978-4-594-07437-1。
- 『なぜ日本の「ご飯」は美味しいのか　韓国人による日韓比較論』扶桑社、2016年9月16日。ISBN 978-4-594-07551-4。
  - 『なぜ日本の「ご飯」は美味しいのか　韓国人による日韓比較論』扶桑社〈扶桑社新書 252〉、2017年11月2日。ISBN 978-4-594-07835-5。
- 『韓国人による北韓論』扶桑社〈扶桑社新書 234〉、2017年3月2日。ISBN 978-4-594-07668-9。
- 『朴槿恵（）と亡国の民』扶桑社、2017年4月27日。ISBN 978-4-594-07728-0。
- 『韓国人による末韓論』扶桑社〈扶桑社新書 249〉、2017年9月2日。ISBN 978-4-594-07790-7。
- 『人を楽にしてくれる国・日本　韓国人による日韓比較論』扶桑社、2018年2月23日。ISBN 978-4-594-07918-5。
  - 『人を楽にしてくれる国・日本　韓国人による日韓比較論』扶桑社〈扶桑社新書 295〉、2019年3月1日。ISBN 978-4-594-08153-9。
- 『韓国人による罪韓論』扶桑社〈扶桑社新書 270〉、2018年6月2日。ISBN 978-4-594-07951-2。
- 『朝鮮半島統一後に日本に起こること　韓国人による朝鮮半島論』扶桑社〈扶桑社新書 278〉、2018年9月2日。ISBN 978-4-594-08036-5。
- 『「徴用工」の悪心』扶桑社〈扶桑社新書 292〉、2018年12月27日。ISBN 978-4-594-08143-0。
- 『なぜ韓国人は借りたお金を返さないのか　韓国人による日韓比較論』扶桑社、2019年2月15日。ISBN 978-4-594-08172-0。
  - 『なぜ韓国人は借りたお金を返さないのか　韓国人による日韓比較論』扶桑社〈扶桑社新書 326〉、2020年3月。ISBN 978-4-594-08454-7。 - シンシアリー (2019a)の増補改訂。新章「日本人は約束を、韓国人は拘束を望む」を追記。
- 『今、韓国で起こっていること 「反日批判」の裏側に迫る』扶桑社、2019年8月2日。ISBN 978-4-594-08271-0。
- 『文在寅（）政権の末路』扶桑社〈扶桑社新書 318〉、2020年1月1日。ISBN 978-4-594-08369-4。
- 『「高文脈文化」日本の行間　韓国人による日韓比較論』扶桑社、2020年6月。ISBN 978-4-594-08508-7。
- 『「反日」異常事態』扶桑社〈扶桑社新書 341〉、2020年9月1日。ISBN 978-4-594-08581-0。
- 『恥韓の根源』扶桑社〈扶桑社新書 366〉、2021年3月1日。ISBN 978-4-594-08734-0。
- 『「自由な国」日本から見えた「不自由な国」韓国　韓国人による日韓比較論』扶桑社、2021年5月8日。ISBN 978-4-594-08815-6。
  - 『「自由な国」日本　「不自由な国」韓国　韓国人による日韓比較論』扶桑社〈扶桑社新書 430〉、2022年5月1日。ISBN 978-4-594-09127-9。
- 『日本語の行間　韓国人による日韓比較論』扶桑社〈扶桑社新書 402〉、2021年9月2日。ISBN 978-4-594-08785-2。
- 『文在寅（）政権最後の暴走』扶桑社〈扶桑社新書 411〉、2021年11月1日。ISBN 978-4-594-08989-4。
- 『卑日』扶桑社〈扶桑社新書 423〉、2022年3月1日。ISBN 978-4-594-09104-0。
- 『日本人を日本人たらしめているものは何か　韓国人による日韓比較論』扶桑社、2022年6月11日。ISBN 978-4-594-09203-0。
- 『尹錫悦（）大統領の仮面』扶桑社〈扶桑社新書 441〉、2022年9月1日。ISBN 978-4-594-09266-5。
- 『韓国の借金経済』扶桑社〈扶桑社新書 456〉、2023年3月1日。ISBN 978-4-594-09390-7。
- 『韓国人として生まれ、日本人として生きる。　新日本人による日韓比較論』扶桑社〈扶桑社BOOKS〉、2023年8月。ISBN 978-4-594-09536-9。
- 『韓国の絶望 日本の希望』扶桑社〈扶桑社新書 485〉、2024年1月1日。ISBN 978-4-594-09527-7。
- 『Ｚ世代の闇　物質主義に支配される韓国の若者たち』扶桑社〈扶桑社BOOKS〉、2024年5月10日。ISBN 978-4-594-09748-6。

### 共著
- 室谷克実、上念司、宝島取材班 ほか「「生き方を決めるのはスプーンの色」だと絶望する若者」『韓国の下流社会』宝島社〈別冊宝島 2459〉、2016年6月13日。ISBN 978-4-8002-5462-7。
- シンシアリー、室谷克実、宝島取材班『韓国の下流社会 貧困で絶望する若者たち』宝島社、2016年7月7日。ISBN 978-4-8002-5695-9。

### 記事
- シンシアリー「恥韓論　朴槿恵は日本に謝罪を求める前にまず自国の恥ずべき戦争犯罪を直視せよ!」『SAPIO』2014年8月号、小学館、2014年8月。
- シンシアリー「日韓問題の本質、直視を　『朝日』の慰安婦記事取り消しで、「反」日国家・韓国は損をする」『Voice』第442号、PHP研究所、2014年10月、76-83頁。
- シンシアリー「恐るべき韓国の言論統制　『産経新聞』前支局長在宅起訴は政府の国策か」『Voice』第444号、PHP研究所、2014年12月、112-119頁。
- シンシアリー「内需はすでに死んでいる　悪い方向でニュースと実体経済が一致した」『Voice』第450号、PHP研究所、2015年6月、50-57頁。
- シンシアリー「内情　韓国が日本を褒め出した「本当の理由」を教えよう」『SAPIO』2015年8月号、小学館、2015年8月。
- シンシアリー「韓国人にとっての「村山談話」の価値」『中国・韓国の歴史認識　大嘘の起源』宝島社〈別冊宝島 2365号〉、2015年8月13日、64-67頁。ISBN 978-4-8002-4350-8。
- シンシアリー「中国が撒いた「反日」の餌　韓国を日米から離間するために利用した抗日戦争記念館の実態」『Voice』第455号、PHP研究所、2015年11月、54-61頁。
- シンシアリー「古紙拾いが物語る韓国の不況　若者たちは最終的にはチキン屋社長になるしかない」『Voice』第460号、PHP研究所、2016年4月、67-73頁。
- シンシアリー「慰安婦合意破棄は避けられない　国民に嫌われたくない文在寅政権の切り札」『Voice』第476号、PHP研究所、2017年8月、122-129頁。
- シンシアリー「やはり慰安婦合意は破棄される　「条約の内容が問題ではなく条約を結んだこと自体が問題」という考え方」『Voice』第483号、PHP研究所、2018年3月、72-79頁。
- シンシアリー「懲役二十四年、韓国の罪と罰　恨と情にひれ伏す大統領の不遇な末路」『Voice』第486号、PHP研究所、2018年6月、142-149頁。

## 関連文献
- アレン・アイルランド『THE NEW KOREA　朝鮮(コリア)が劇的に豊かになった時代(とき)　植民地研究の第一人者アレン・アイルランドの日韓併合分析　日英対訳』桜の花出版編集部 編、桜の花出版(出版) 星雲社(発売)、2013年8月26日。ISBN 978-4-434-18181-8。 - 原タイトル：THE NEW KOREA
- 河村直哉 (2014年6月15日). “【クスリ箱】「反日」は「気持ち悪い宗教まがいの黒魔術」…韓国人が書いた『恥韓論』の的射た分析（1/2ページ）”. MSN産経west (産経新聞社).  オリジナルの2014年10月21日時点におけるアーカイブ。 2016年4月24日閲覧。
- 溝上健良 (2014年6月4日). “韓・中「解説本」続々刊行、ベストセラーも 反日感情の病理や国民性探る＋（1/3ページ）”. MSN産経ニュース (産経デジタル).  オリジナルの2015年5月28日時点におけるアーカイブ。 2016年4月24日閲覧。
- 溝上健良 (2014年6月7日). “韓国・中国社会の「解説本」続々刊行 関係悪化の背景探る (1/3ページ)”. SankeiBiz（サンケイビズ） (産経デジタル).  オリジナルの2014年8月11日時点におけるアーカイブ。 2016年4月24日閲覧。
- 新刊JP編集部 (2014年6月12日). “韓国人が自ら語る「韓国の恥」”. 新刊JPニュース (オトバンク).  オリジナルの2019年10月6日時点におけるアーカイブ。 2016年4月24日閲覧。
- 松本厚治『韓国「反日主義」の起源』草思社、2019年3月。ISBN 978-4-7942-2387-6。